# وزارت بهداشت، درمان و آموزش پزشکی
وزارت بهداشت، درمان و آموزش پزشکی از وزارت‌خانه‌های جمهوری اسلامی ایران است. این وزارت‌خانه علاوه بر مدیریت و نظارت بر مراکز بهداشتی و درمانی کشور، مدیریت دانشگاه‌های علوم پزشکی را عهده‌دار است.
نام این وزارت‌خانه از ابتدا تا چند سال پس از انقلاب وزارت بهداری بوده است. وزیر این وزارت‌خانه محمدرضا ظفرقندی است.

## هدف و وظایف

### هدف
فراهم آوردن موجبات تأمین بهداشت و درمان کلیه افراد کشور از طریق گسترش خدمات بهداشتی، درمانی و آموزشی.

### وظایف اساسی
- تدوین و ارائهٔ سیاست‌ها، تعیین خط مشی‌ها و برنامه‌ریزی برای فعالیت‌های مربوط به تربیت نیروی انسانی گروه پزشکی، پژوهشی خدمات بهداشتی، درمانی، دارویی، بهزیستی و تأمین اجتماعی.
- تأمین بهداشت عمومی و ارتقا سطح آن از طریق اجرای برنامه‌های بهداشتی خصوصاً در زمینهٔ بهداشت حرفه‌ای، بهداشت محیط، مبارزه با بیماری‌ها، تغذیه و تنظیم خانواده و دهان و دندان، آموزش بهداشت عمومی، بهداشت کار، بهداشت مدارس و شاغلین با تأکید بر اولویت مراقبت‌های بهداشتی اولیه به‌ویژه بهداشت مادران و کودکان با همکاری و هماهنگی دستگاه‌های ذی‌ربط.
- ایجاد نظام هماهنگ بهداشت، درمان و آموزش پزشکی و گسترش شبکه تلفیقی بهداشت و درمان.
- تعیین رشته‌ها و مقاطع تحصیلی مورد نیاز کشور جهت تصویب شورای عالی انقلاب فرهنگی و اجرای برنامه‌های تربیت نیروی انسانی گروه پزشکی در جهت نیل به خودکفایی و نیز ایجاد و گسترش مؤسسات واحدهای پژوهش پزشکی و نظارت بر پژوهش‌ها و هماهنگ ساختن برنامه‌های مؤسسات تحقیقاتی پزشکی.
- برنامه‌ریزی به منظور توزیع متناسب و عادلانهٔ نیروی انسانی و سایر امکانات (آموزش پزشکی و تسهیلات بهداشتی درمانی) کشور با تأکید بر اولویت برنامه‌های بهداشتی و رفع نیاز مناطق محروم و نیازمند.
- فراهم نمودن تسهیلات لازم برای برخورداری همگان از خدمات درمانی در حدود امکانات از طریق ایجاد مراکز درمانی دولتی و بهبود استاندارد آن‌ها و استفاده از همکاری مؤسسات خیریه و بخش خصوصی و انواع بیمه‌های درمانی.
- تأمین منابع مالی با بهره‌گیری از اعتبارات عمومی، حق بیمه درآمدهای اختصاصی و کمک‌ها و مشارکت مردمی.
- تأمین و ارائهٔ خدمات لازم به معلولین جسمی، ذهنی و اجتماعی و انجام اقدامات حمایتی برای کودکان در سنین قبل از دبستان و سالمندان و خانواده و افراد بی سرپرست و نیازمند و تشویق و ترغیب افراد خیر و مؤسسات خصوصی جهت ارائه خدمات مذکور.
- تعیین و اعلام استانداردهای مربوط به الف) خدمات بهداشتی، درمانی، بهزیستی، دارویی - ب) مواد دارویی، خوراکی، آشامیدنی، بهداشتی، آرایشی و آزمایشگاهی تجهیزات و ملزومات و مواد مصرفی پزشکی و توان‌بخشی - ج) بهداشت کلیهٔ مؤسسات واحدهای خدماتی و تولیدهای مربوط به خدمات و مواد مذکور در فوق.
- صدور، تمدید و لغو موقت یا دائم پروانه‌ها: الف) مؤسسات پزشکی، دارویی، بهزیستی و کارگاه‌ها و مؤسسات تولید مواد خوراکی، آشامیدنی، بهداشتی و آرایشی - ب) ساخت فراورده‌های دارویی و مواد بیولوژیک، خوراکی، آشامیدنی بهداشتی و انجام نظارت و کنترل کیفی و تعیین ضوابط و مقررات لازم بهداشتی مذکور.
- صدور پروانهٔ اشتغال هزینهٔ خدمات تشخیصی و درمانی، دارویی، بهزیستی و تعیین تعرفه‌های مربوط در بخش دولتی و غیردولتی و تعیین شهریهٔ آموزش‌های غیررسمی و آزاد در زمینه‌های مختلف علوم پزشکی.
- تعیین ضوابط مربوط به ورود، ساخت، نگهداری، صدور، مصرف و انهدام مواد اولیهٔ بیولوژیک مخدر، خوراکی، آشامیدنی، بهداشتی، آرایشی آزمایشگاهی و فراورده‌های دارویی و تجهیزات و ملزومات و مواد مصرفی پزشکی و توان‌بخشی و ارزشیابی، نظارت و کنترل ضوابط مذکور.
- انجام پژوهش در زمینه طب سنتی و بررسی و تحقیق در زمینه خواص دارویی گیاهان و امکانات تهیه و استفاده از داروهای گیاهی و آموزشی صحیح در زمینه‌های فوق و ایجاد مراکز مناسب برای طب سنتی.[۳]

## معاونت‌ها
- معاونت کل (قائم مقام)
- معاونت بهداشت
- معاونت درمان
- معاونت آموزشی
- معاونت پرستاری
- معاونت تحقیقات و فناوری
- معاونت فرهنگی و دانشجویی
- معاونت حقوقی و امور مجلس
- معاونت توسعه مدیریت، منابع و برنامه‌ریزی[۴]

## وظایف در استان ها
در استان ها دانشگاه های علوم پزشکی مدیریت بهداشت ، درمان و آموزش پزشکی را بر عهده دارند و همطراز ادارات کل دولتی مستقر در مراکز استان هستند.
در واقع طبق فهرست دانشگاه‌های علوم پزشکی ایران تعداد ۶۴ دانشگاه و دانشکده علوم پزشکی دولتی مانند ۶۴ اداره کل در استان های ایران مدیریت سلامت را بر عهده دارند.

## تاریخچه

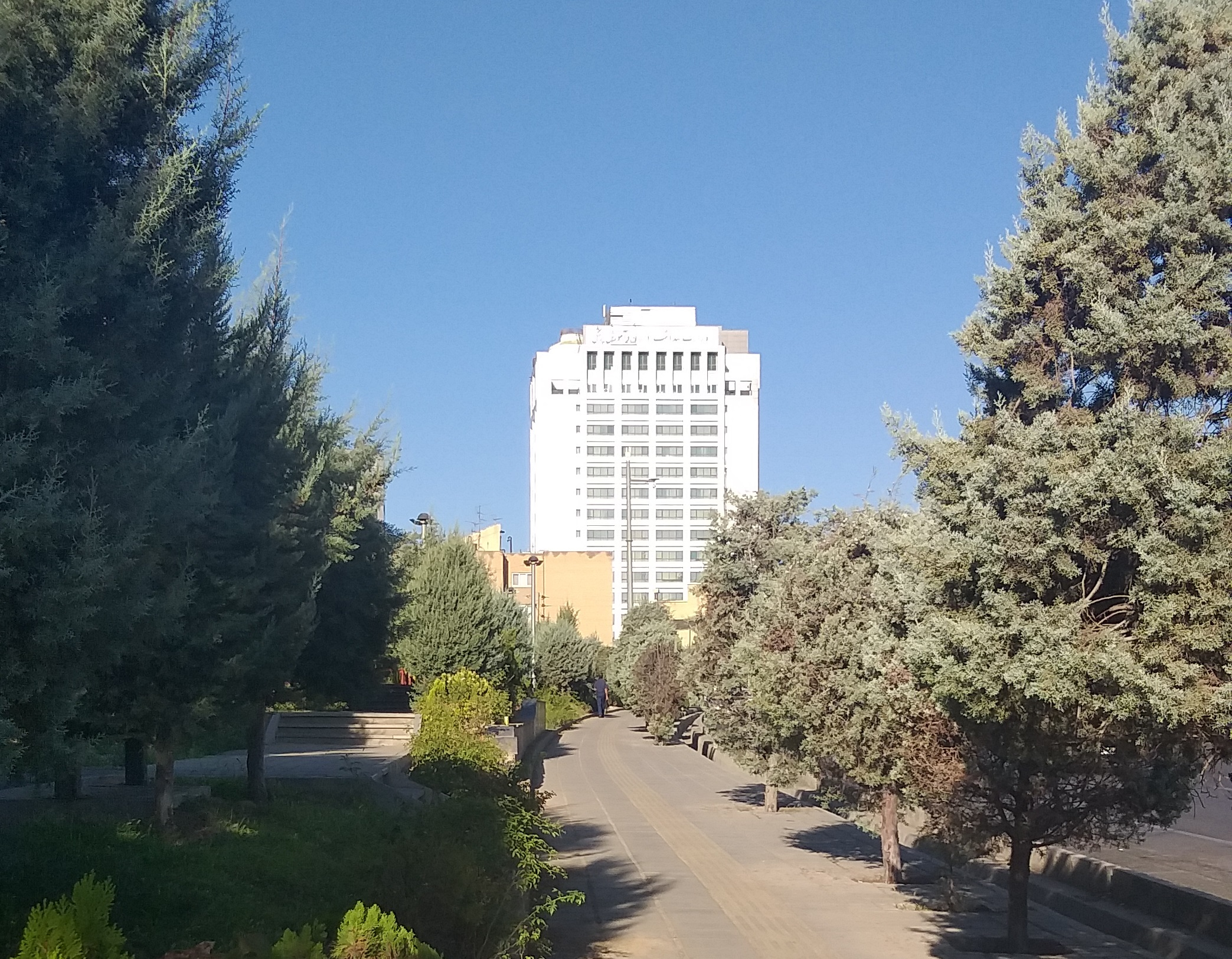
ساختمان وزارت بهداشت، درمان و آموزش پزشکی در تهران

تا سال ۱۲۸۲ خورشیدی، هیچ تشکیلات و نهادی برای رسیدگی به بهداشت در ایران نبود. اگر بیماری همه‌گیر مرگباری شیوع می‌یافت، چند نفر از اطبای پایتخت را موقتاً جمع می‌کردند که مشورت بدهند چه باید کرد. کشتی‌هایی که می‌خواستند در بنادر ایران پهلو بگیرند، قبلاً می‌بایست در بنادر کشورهای دیگر، جواز سلامت داشته باشند چون ایران امکانات بررسی بهداشتی آنها را نداشت. هر چند سال یک بار که کنفرانس بین‌المللی بهداشت تشکیل می‌شد، از ایران هم نماینده می‌رفت ولی به سکوت می‌گذراند. تا این‌که در این سال (۱۲۸۲) به پیشنهاد میرزا نصرالله خان مشیرالدوله، وزیر خارجهٔ وقت، مظفرالدین شاه فرمان تشکیل «ادارهٔ کل صحیه» را صادر کرد که «هم ترتیبات صحی سرحدات را منظم بدارد و هم امور صحی داخلی را رسیدگی کند». این اداره، هیئتی مشورتی به نام «مجلس حفظ الصحه دولتی» داشت که تشکیلات اصلی برنامه‌ریزی و مدیریت بهداشت در ایران شد. امیرخان امیراعلم نیز به نمایندگی از آن در کنفرانس بین‌المللی بهداشت در پاریس شرکت کرد و پس از چهل روز مذاکره، توانست تشکیلات بهداشت ایران را در عهدنامهٔ بین‌المللی این کنفرانس به رسمیت بشناساند.
ادارهٔ کل صحیه بخشی از وزارت داخله (کشور) محسوب می‌شد. از جمله اقدامات آن، آغاز مایه‌کوبی عمومی بود. در زمان مظفرالدین‌شاه یحیی میرزا لسان‌الحکما پیشنهاد تأسیس اداره‌ای برای تولید مایه (واکسن) آبله را در ایران داد و مظفرالدین شاه موافقت کرد و مبلغی هم تعیین شد اما آن مبلغ صرف هزینه‌های دیگری شد و این طرح به اجرا درنیامد. این طرح در سال ۱۲۸۹ خورشیدی که امیراعلم نمایندهٔ مجلس شده بود، آغاز شد. در آن تاریخ بیماری آبله سالیانه جان حدود شصت هزار نفر را در ایران می‌گرفت و تنها سفارت فرانسه برای مصرف اتباع خود واکسن آبله به ایران وارد می‌کرد که قدری از آن را هم رایگان در اختیار مجلس حفظ‌الصحه (بهداری) می‌گذاشت. در دورهٔ دوم مجلس شورای ملی، امیراعلم که نمایندهٔ مجلس بود، در ۱۴ اردیبهشت ۱۲۸۹ خورشیدی به مجلس پیشنهاد داد که از محل مالیات نواقل یعنی پولی که برای عبور و مرور چهارپایان باربر و همچنین خودرو و درشکه و گاری و کالسکه گرفته می‌شد، مایه‌کوبی سراسری در ایران آغاز شود. با این پیشنهاد موافقت شد. در ۱۷ آبان آن سال، قانون دو ماده‌ای پیشنهادی امیراعلم به این شرح به تصویب رسید:
- مادهٔ ۱: از مالیات وسائط نقلیه تومانی یک قران برای اصلاح امور حفظ‌الصحه و بالخاصه تعمیم آبله‌کوبی و تقسیم سرم گلودرد دیفتری به‌طور مجانی تخصیص شود.
- مادهٔ ۲: وجوهی که از این ممر حاصل می‌گردد به مجلس حفظ‌الصحهٔ مرکزی دولت داده می‌شود که به نظارت و تصویب مجلس مذکور در تمام مملکت به مصرف برسد.[۸]

در اجرای این قانون، بلدیه (شهرداری) تهران در ۲۹ دی ۱۲۸۹ مبلغ ۱٬۹۶۵ قران در اختیار مجلس حفظ‌الصحهٔ تهران گذاشت تا شش مرکز آبله‌کوبی مجانی در شش محلهٔ مختلف شهر دایر کند.
در سال ۱۳۰۰، ادارهٔ کل صحیه برای نخستین بار وزارت‌خانه شد اما این وزارت‌خانه پس از سه ماه منحل شد و این بار، ادارهٔ کل صحیه به وزارت معارف و مجلس حفظ‌الصحه دولتی به وزارت داخله انتقال یافت. با این حال، در مؤسسات مختلف دولتی، نهادهای مختلفِ عهده‌دارِ بهداشت پراکنده و هر کدام زیر نظر یک وزارت‌خانه بودند، مانند صحیه‌های زیر نظر بلدیه‌ها (شهرداری‌ها) و صحیه‌های نظمیه‌ها (شهربانی‌ها).
در سال ۱۳۰۵ اسماعیل سنگ نمایندهٔ ساری و علی‌اکبر داور نمایندهٔ لار طرحی به مجلس شورای ملی دادند که همهٔ نهادهای مرتبط با امور بهداشت و همچنین مدارس طب، قابلگی، دواسازی، دندانسازی و انستیتو پاستور زیر نظر ادارهٔ کل صحیه بروند و رئیس ادارهٔ کل صحیه، سمت معاون فنی وزارت داخله را داشته باشد و حق حضور در مجلس و هیئت وزیران داشته باشد.
از سال ۱۳۱۰ برای ریاست کل صحیه، مستشار از خارج استخدام و مقرر شد که برای ریاست کل صحیه از یکی از پزشکان فرانسوی با حقوق ماهیانهٔ پانزده هزار فرانک استفاده شود. در ۱۹ اسفند ۱۳۱۰، قانونی به تصویب مجلس شورای ملی رسید که تجارت کبریت را به انحصار دولت درمی‌آورد و تمام درآمد حاصل از این تجارت را برای دولت به «صحیهٔ عمومی» اختصاص می‌داد.
اداره امور درمان کشور تا سال ۱۳۲۰ توسط اداره کل صحیه (بهداری) وابسته به وزارت داخله (کشور) بود. به موجب ماده ۳ قانون اصلاح بودجه سال ۱۳۲۰ که در هشتم آبان ماه آن سال به تصویب مجلس شورای ملی رسید اداره کل بهداری به وزارت بهداری تبدیل شد. قبل از تصویب قانون مزبور در سی‌ام شهریور ماه ۱۳۲۰ اسماعیل مرآت توسط محمدعلی فروغی نخست‌وزیر وقت در ضمن معرفی کابینه به مجلس شورای ملی به عنوان وزیر بهداری تعیین شد.
در ۲۷ اسفند ماه ۱۳۵۱ برای تأمین خدمات درمانی کارکنان دولت، قانونی تحت عنوان «خدمات درمانی مستخدمین دولت» تصویب شد. به موجب ماده ۲ این قانون، سازمانی تحت عنوان سازمان تأمین خدمات درمانی تشکیل شد و در سال ۱۳۵۲ اساسنامه این سازمان به تصویب مجلس شورای ملی رسید.
در ۱ مرداد ۱۳۵۳ به منظور فراهم آوردن و گسترش خدمات رفاهی تشکیل وزارت رفاه اجتماعی به تصویب مجلس شورای ملی رسید و به موجب بند الف ماده ۱ این قانون وظیفه تأمین بیمه درمان همگانی به این وزارتخانه محول گردید و به موجب بند ج ماده ۲ این قانون، سازمان تأمین خدمات درمانی مستخدمین دولت از وزارت بهداری جدا و به این وزارت وابسته شد.
در ۴ خرداد ۱۳۵۴ به منظور اجرا، تعمیم و گسترش بیمه‌های اجتماعی با تصویب مجلس شورای اسلامی سازمان تأمین اجتماعی تشکیل شد.
در ۱۶ تیر ۱۳۵۵ با ادغام وزارت رفاه اجتماعی در وزارت بهداری، وزارتخانه جدید تحت عنوان وزارت بهداری و بهزیستی تأسیس شد.
هدف از تشکیل وزارت بهداری و بهزیستی یکپارچگی خدمات بهداشتی درمانی و بیمه خدمات درمانی بود. انجام تکالیف و خدماتی که در زمینه بهداشتی و بهزیستی توسط وزارتخانه‌ها و سازمان‌ها و شرکت‌های دولتی دیگر اجرا می‌شد به پیشنهاد وزارت بهداری و بهزیستی و تصویب هیئت وزیران به وزارت بهداری و بهریستی واگذار شد. وظایف اجرایی این وزارتخانه در تاریخ ۱۰ مرداد ۱۳۵۵ در استان‌ها به موجب ماده ۳ همین قانون به سازمان‌های منطقه‌ای بهداری و بهزیستی محول شد. با تصویب این قانون تولیت امور بهداشت و درمان و تأمین اجتماعی (بیمه‌ای و حمایتی) از جمله بیمه خدمات درمانی به صورت یکپارچه در حوزه اختیار وزارتخانه واحدی تحت عنوان وزارت بهداری و بهزیستی بوده است. در این سال‌ها واحدهای بهداشتی درمانی از جمله بیمارستان‌ها علاوه بر بخش دولتی عمدتاً توسط جمعیت شیر و خورشید سرخ ایران (هلال احمر)، سازمان شاهنشاهی خدمات اجتماعی، دانشکده‌های علوم پزشکی، وزارت بهداری و بهزیستی، بنیادها و مؤسسات خیریه اداره می‌شدند.
پس از پیروزی انقلاب مطابق مصوبات شورای انقلاب، بیمارستان‌های وابسته به جمعیت هلال احمر، سازمان شاهنشاهی خدمات اجتماعی و بیمارستان‌های وابسته به بنیادها به وزارت بهداری و بهزیستی منتقل شدند.
در ۲۴ خرداد ۱۳۵۹ با تصویب شورای انقلاب، سازمان بهزیستی به صورت سازمانی مستقل و از ترکیب معاونت بهزیستی وزارت بهداری و بهزیستی، کمیته امداد امام، بنیاد شهید و سازمان تربیتی شهرداری تهران تشکیل گردید و اداره آن به عهده وزیر مشاور و رئیس سازمان بهزیستی محول شد. که در سال‌های بعد کمیته امداد امام و بنیاد شهید نیز از سازمان بهزیستی منتزع و مؤسسات مستقلی شدند.
در ۱۰ اسفند ۱۳۵۹ با توجه به تشکیل سازمان بهزیستی، نام وزارت بهداری و بهزیستی نیز به وزارت بهداری تغییر یافت البته شرح وظایف وزارت بهداری فراتر از قبل از سال ۱۳۵۲ بود. وزارت بهداری اخیر کلیه وظایف بهداری و بهزیستی را به استثنای وظایف معاونت بهزیستی عهده‌دار بود.
در ۱۶ دی ۱۳۶۳ مطابق مصوب مجلس شورای اسلامی، سازمان بهزیستی به وزارت بهداری ملحق و نام وزارت بهداری به وزارت بهداری و بهزیستی تبدیل شد.
در سال ۱۳۶۴ به منظور استفاده مطلوب و هماهنگ از امکانات پزشکی کشور در جهت تأمین و تعمیم بهداشت و درمان و بهزیستی و آموزش و پژوهش، وزارت بهداشت، درمان و آموزش پزشکی تشکیل شد و به موجب این قانون کلیه اختیارات وزیر بهداری و بهزیستی و آن قسمت از وظایف و اختیارات وزیر فرهنگ و آموزش عالی که در ارتباط با آموزش پزشکی بود با انضمام امور بهداشت، درمان و پژوهش پزشکی بود به وزیر این وزارتخانه محول شد.

## وزیر
| نام                    | تحصیلات | تخصص                          | از تاریخ   | تا تاریخ    | رئیس‌جمهور      |
| کاظم سامی              | دکترا   | روان‌پزشک                      | ۱۳۵۷/۱۱/۲۴ | ۱۳۵۸/۰۸/۰۷  | دولت موقت      |
| موسی زرگر              | دکترا   | جراح عمومی                    | ۱۳۵۸/۰۸/۲۶ | ۱۳۵۹/۰۳/۰۷  | بنی‌صدر         |
| هادی منافی             | دکترا   | جراح عمومی                    | ۱۳۵۹/۰۶/۱۹ | ۱۳۶۳/۰۵/۲۳  | خامنه‌ای        |
| سید علیرضا مرندی       | دکترا   | فوق تخصص اطفال                | ۱۳۶۳/۰۵/۲۹ | ۱۳۶۸/۰۶/۰۷  | خامنه‌ای        |
| ایرج فاضل              | دکترا   | فوق تخصص جراحی عروق           | ۱۳۶۸/۰۶/۰۷ | ۱۳۶۹/۱۰/۲۳  | هاشمی رفسنجانی |
| رضا ملک‌زاده            | دکترا   | فوق تخصص گوارش و کبد          | ۱۳۶۹/۱۲/۱۴ | ۱۳۷۲/۰۵/۲۵  | هاشمی رفسنجانی |
| سید علیرضا مرندی       | دکترا   | فوق تخصص اطفال                | ۱۳۷۲/۰۵/۲۵ | ۱۳۷۶/۰۵/۲۹۰ | هاشمی رفسنجانی |
| محمد فرهادی            | دکترا   | متخصص گوش حلق و بینی          | ۱۳۷۶/۰۵/۲۹ | ۱۳۸۰/۰۵/۳۱  | خاتمی          |
| مسعود پزشکیان          | دکترا   | فوق تخصص جراحی قلب            | ۱۳۸۰/۰۵/۳۱ | ۱۳۸۴/۰۶/۰۲  | خاتمی          |
| کامران باقری لنکرانی   | دکترا   | فوق تخصص گوارش                | ۱۳۸۴/۰۶/۰۲ | ۱۳۸۸/۰۶/۱۲  | احمدی‌نژاد      |
| مرضیه وحید دستجردی     | دکترا   | متخصص زنان و زایمان           | ۱۳۸۸/۰۶/۱۲ | ۱۳۹۱/۱۰/۰۷  | احمدی‌نژاد      |
| محمدحسن طریقت منفرد    | دکترا   | متخصص جراحی چشم               | ۱۳۹۱/۱۲/۲۷ | ۱۳۹۲/۰۵/۲۴  | احمدی‌نژاد      |
| سید حسن قاضی‌زاده هاشمی | دکترا   | متخصص جراحی چشم، فلوشیپ قرنیه | ۱۳۹۲/۰۵/۲۴ | ۱۳۹۷/۱۰/۱۳  | روحانی         |
| سعید نمکی              | دکترا   | داروساز و ایمونولوژیست        | ۱۳۹۷/۱۱/۱۵ | ۱۴۰۰/۰۶/۰۳  | روحانی         |
| بهرام عین‌اللهی         | دکترا   | متخصص جراحی چشم، فلوشیپ قرنیه | ۱۴۰۰/۰۶/۰۳ | ۱۴۰۳/۰۵/۳۱  | رئیسی          |
| محمدرضا ظفرقندی        | دکترا   | فوق تخصص جراحی عروق           | ۱۴۰۳/۰۵/۳۱ | اکنون       | پزشکیان        |